# 아메리칸 발레 시어터

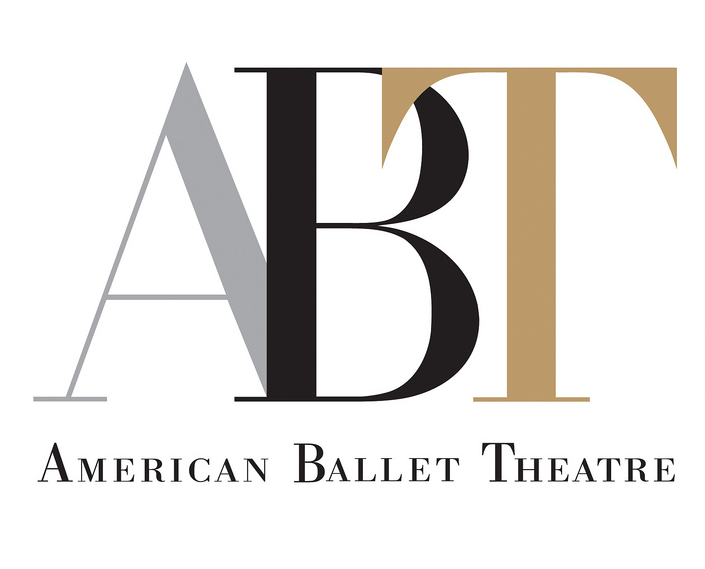

아메리칸 발레 시어터(영어: American Ballet Theatre, ABT)는 미국 뉴욕에 있는 발레단이다. 1939년 루차 체이스와 리처드 플레전트가 설립하였으며 세계 최고의 클래식 발레단으로 인정받고 있다. 2006년 미국 의회에서 "미국 국립 발레단"으로 인정받았다.